# Paperback Writer
«Paperback Writer» és un cançó composta per Paul McCartney amb una petita contribució de John Lennon, publicada com a senzill per The Beatles l'any 1966, llançat com a cara A al costat del senzill Rain. Va arribar al número 1 a Gran Bretanya, Estats Units, República Federal d'Alemanya, Austràlia i Noruega. En el Regne Unit era el primer senzill llançat pels Beatles que no parlava d'un tema amorós. Per als Estats Units era el segon, ja que mesos abans s'havia llançat el senzill "Nowhere Man". Va durar dues setmanes com a número 1 en el Billboard Hot 100, sent superada per l'èxit de Frank Sinatra "Strangers in the Night".
El vídeo musical d'aquest senzill és un gran pas endavant cap a l'evolució d'aquest gènere, ja que "Paperback Writer" es considera com un dels primers vídeo clips conceptuals, on la banda apareix recorrent els jardins de la Chiswick House a Londres.

## Inspiració i enregistrament
El senzill va ser compost gràcies a una tieta de McCartney, qui li va suggerir que fes una cançó que no fos d'amor. Pensant en això, Paul va veure a Ringo llegint un "paperback" (llibre de tapa tova) i d'aquí va sortir la idea.
Un altre possible origen de la cançó pot ser la competència de Paul cap a John Lennon, qui havia escrit "The Word" (una cançó que parla de manera abstracta de l'amor) i "Nowhere Man" la qual evita totalment el tema de l'amor. A més, George Harrison va compondre "Think For Yourself", una altra cançó que no parla d'amor i va dir dedicar-la al govern.
Totes aquestes cançons són un exemple de la maduresa que The Beatles estaven adquirint i la seva orientació filosòfica, inspirats per Bob Dylan.
La cançó va ser gravada entre el 13 i 14 d'abril de 1966, sent el baix un dels instruments més prominents.
És una cançó còmica. Durant l'enregistrament, Lennon i Harrison no paraven de riure i bromejar. En la segona estrofa, George i John secunden a Paul cantant "Frère Jacques" (una cançó tradicional francesa). Arriben tard al principi de la tercera estrofa (1.21). Les harmonies a 4 veus, barrejades amb acudits i bromes, li donen el segell particular a aquesta cançó.

## Entenent el sentit de la lletra
"Paperback Writer" tracta d'una persona que desitja ser escriptor de novel·les barates (Enquadernació en rústica).
Envia una carta a una editorial, sol·licitant que considerin l'enorme llibre que ha escrit (al voltant de mil pàgines), basat en una novel·la que va escriure un tal Lear -fent referència al pintor Edward Lear- qui agradava d'escriure poemes i lletres de cançons sense sentit.
Dona com a referència que el fill treballa per al tabloide sensacionalista britànic Daily Mail, la qual cosa és un bon treball estable, però ell vol ser una escriptor de fulletons.
Està desesperat per aconseguir la seva meta d'escriptor i ofereix escriure més pàgines i alterar l'argument, si l'editorial ho desitja.

## Personal
El personal usat per "Paperback Writer" encara és motiu de certa disputa. En els exemplars de juliol de 1990 i de novembre del 2005 de la revista Guitar Player, McCartney va afirmar que era ell qui tocava el riff d'obertura de la cançó amb la seva guitarra Epiphone Casino, i algunes fotos de la sessió d'enregistrament ho corroboren. En l'edició 2005 del seu llibre Revolution in the Head, Ian MacDonald li va donar el crèdit de la guitarra solista a Harrison i Kenneth Womack va deixar a McCartney sol com a baixista i vocalista. Robert Rodriguez i Walter Everett van acreditar a McCartney com a intèrpret del riff principal, mentre que Harrison "va emplenar" amb la seva guitarra solista.
Els crèdits són els següents:
- Paul McCartney — veu principal, guitarra capdavantera, baix.
- John Lennon — cors, pandereta.
- George Harrison — cors, guitarra rítmica, guitarra capdavantera.
- Ringo Starr — bateria.

## Posició en les llistes
| Any  | País                      | Llista              | Posició | Setmanes Nº 1 | Setmanes en llista |
| ---- | ------------------------- | ------------------- | ------- | ------------- | ------------------ |
| 1966 | Regne Unit Regne Unit     | Record Retailer     | 1       | 2             | 11                 |
| 1966 | Regne Unit Regne Unit     | New Musical Express | 1       | 2             |                    |
| 1966 | Regne Unit Regne Unit     | Melody Maker        | 1       | 4             | 10                 |
| 1966 | Estats Units Estats Units | Billboard Hot 100   | 1       | 1 + 1         | 10                 |
| 1966 | Estats Units Estats Units | Record World        | 1       | 1             |                    |
| 1966 | Estats Units Estats Units | Cash Box            | 1       | 2             |                    |

## Versions
- Kris Kristofferson va gravar una versió de la cançó per a l'àlbum de tribut als Beatles de 1995, Come Together: America Salutes The Beatles' '.
- Bee Gees va gravar la cançó el 1966 a Austràlia. Va ser llançat per primera vegada en l'àlbum Inception / Nostalgia l'any 1970.
- Floyd Cramer va gravar la cançó per al seu àlbum de 1966  Class of'66 .[14]
- Tempest va cantar la cançó en el seu àlbum de 1974  Living in Fear .
- Kids Incorporated va gravar la cançó el 1988 a l'episodi de la temporada 5 "The Open Book".[15]
- Eric Johnson va gravar la cançó en el seu àlbum del 2002  Souvenir.